# Campeonato Português de Hóquei em Patins de 1949-50
O Campeonato Português de Hóquei em Patins de 1949-50 é a 10.ª edição do principal escalão do campeonato português de Hóquei em Patins. A competição, organizada pela Federação de Patinagem de Portugal, é disputada por 6 clubes.

## Classificação Geral
| Pos | Equipe               | Pts | J  | V | E | D  | GP | GC | SG  |
| --- | -------------------- | --- | -- | - | - | -- | -- | -- | --- |
| 1   | HC Sintra            | 24  | 10 | 8 | 0 | 2  | 47 | 19 | +28 |
| 2   | CD Paço de Arcos     | 18  | 10 | 5 | 3 | 2  | 33 | 23 | +10 |
| 3   | SL Benfica           | 18  | 10 | 6 | 0 | 4  | 38 | 30 | +8  |
| 4   | Clube Infante Sagres | 15  | 10 | 4 | 3 | 3  | 31 | 29 | +2  |
| 5   | Académico FC         | 11  | 10 | 3 | 2 | 5  | 28 | 40 | −12 |
| 6   | AA Espinho           | 0   | 10 | 0 | 0 | 10 | 11 | 47 | −36 |